# Potres i cunami u Sendaiju 2011.
Potres u Sendaiju 11. ožujka 2011., u 14:46 po lokalnom vremenu, bio je potres magnitude 9,0 Mw s epicentrom u Tihom oceanu, oko 130 kilometara istočno od japanskoga obalnog grada Sendaija (regija Tohoku, otok Honshū), koji je rezultirao ljudskim žrtvama, nemjerljivom materijalnom štetom i katastrofalnim cunamijem s valovima visine preko 10 metara. Hipocentar je lociran na dubini od 24,4 km.
Prva su mjerenja pokazivala da je potres magnitude 7,9 Mw, no kasnije korekcije podigle su ga na 8,8 Mw te na 8,9 Mw prema Geološkom društvu SAD-a, a prema podacima Japanske meteorološke agencije od 13. ožujka, magnituda potresa bila je čak 9,0 stupnjeva. To je najjači potres u Japanu te 7. po veličini u svijetu otkad se vrše mjerenja. Nakon glavnog potresa, uslijedilo je još 160 manjih u prva 24 sata, a preko 500 u narednih pet dana.
Cunami je u pogođenom području u more odnio automobile i zgrade, a potres je prouzročio požare i velika oštećenja prometnica diljem obale.
Zbog eksplozija i pregrijavanja u nuklearnim elektranama Fukushima 1 i Fukushima 2 u prefekturi Fukushima, evakuirano je preko 200.000 ljudi. Strahuje se od moguće nuklearne katastrofe.
Odmah nakon potresa Japanu je počela pristizati humanitarna pomoć iz inozemstva, kao i ekipe spasilaca koje pomažu domaćim snagama u potrazi za preživjelima. Ljudima pogođenima cunamijem potrebna je pomoć u hrani, piću i lijekovima.

## Posljedice
Razorni potres s cunamijem stvorio je tektonski rov u dubini od 24 km ispod oceanskog dna, dužine 300 km i širine 150 km. Područja najbliža epicentru pomaknula su se u smjeru SAD-a.
Potres magnitude 9,0 (četvrti po veličini nakon 1900. godine) uzrokovalo je podvlačenje tihooceanske tektonske ploče pod sjevernoameričku, što je pomaknulo istočni dio Japana prema Sjevernoj Americi za oko 3,9 metara. Potres je zakrenuo Zemljinu os za 16,5 cm, skratio dan za 1,6 mikrosekundi, a Japan je potonuo za oko 61 cm. Kad je japanska istočna obala potonula, na nju su nasrnuli valovi cunamija. Zemljina se masa pomaknula prema centru, povećavši zakretni moment planeta, što je dovelo do skraćenja dana. Potres magnitude 8,8 u Čileu 2010. godine također je skratio dan, ali za manji dio sekunde. Potres na Sumatri 2004. godine skratio je dan znantno više, za 6,8 mikrosekundi.
Nakon velikog potresa u Kobeu 1995. godine, u Japanu su širom zemlje postavljeni visokotehnološki senzori koji registriraju čak i najmanja kretanja, pa je bilo moguće utvrditi pomake do 2,5 cm. Stoga je ovo dosad najbolje dokumentiran veliki potres u povijesti.
Valovi cunamija izazvali su uzbunu i evakuaciju sve do Čilea. Opasnost od cunamija proglašena je za pacifičku obalu Japana i za više od 20 zemalja: Novi Zeland, Australiju, Rusiju, Guam, Filipine, Indoneziju, Papuu Novu Gvineju, Nauru, Havaje, Sjevernomarijanske otoke, Fidži, Tajvan, SAD, Meksiko, Honduras, Nikaragvu, Salvador, Gvatemalu, Panamu, Kostariku, Ekvador, Kolumbiju, Peru i Čile.
Prema izjavi japanskog Ministarstva gospodarstva, jedanaest nuklearnih reaktora automatski je isključeno nakon podrhtavanja tla. Proglašeno je stanje pripravnosti. Sve stanovništvo oko nuklearnih elektrana Fukushima 1 i Fukushima 2 u prefekturi Fukushima evakuirano je. Preko milijun kućanstava ostalo je bez opskrbe vodom, a oko 4,4 milijuna kućanstava bez električne energije.
Japanska policija javila je da je poginulo 10.035 osoba, dok se više tisuća smatra nestalim. Broj poginulih stalno raste, kako spasioci pronalaze nova tijela među ruševinama.

## Nuklearna kriza
Potres i cunami uzrokovali su izuzetno velike probleme u nuklearnoj elektrani Fukushima I. Elektrana se sastoji od šest reaktora BWR tipa, od kojih su tri u trenutku potresa bila u pogonu, a tri isključena zbog redovitog održavanja. Reaktori u pogonu su zbog potresa ugašeni, no cunami je preplavio i uništio pomoćne dizelske generatore, potrebne za pogon rashladnih pumpi u trenucima dok elektrana nije priključena na mrežu.
Tijekom sljedećih dana došlo je do djelomičnih rastapanja jezgara reaktora 1, 2 i 3 zbog nemogućnosti hlađenja. Kako bi se spriječio prevelik porast tlaka unutar reaktorske posude, otpuštana je para u reaktorsku zgradu, što je dovelo do eksplozija vodika u rektorskim zgradama 1 i 3. Eksplozija je oštetila i kontejnment reaktora 2, a došlo je i do nekoliko požara kod reaktora 4. Određena količina radijacije dospjela je u atmosferu, zbog čega je evakuirano stanovništvo u krugu od 20 km oko elektrane, a stanovnicima unutar 60 km je savjetovano da ne izlaze na otvoreno. Zbog naglih porasta radijacije, u jednom su trenutku evakuirani i radnici iz elektrane, ali su se vratili nakon što se količina radijacije smanjila.

## Vanjske poveznice
- Hrvatsko nuklearno društvo - stanje u japanskim elektranama
- Kolekcija videozapisa potresa i cunamija[neaktivna poveznica] (engl.)
- Karte potresâ i štetâ (njem.)